# Алісса Бауманн
Алісса Бауманн  (англ. Alyssa Baumann; нар. 17 травня 1998 року, Даллас, штат Техас, США) — американська гімнастка.
На чемпіонаті світу 2014 року в Наньніні у складі збірної США здобула золоту медаль у командній першості.